# 朱元旭
朱元旭（479年—545年），字君昇，乐陵郡（今山东省乐陵市东南）人，南北朝北魏至东魏官员。
朱元旭广泛涉猎诸子百家著作及史书，对一些问题进行了深入探究并作出阐释。起初担任清河王常侍，后历任太学博士、员外散骑侍郎等职，还多次奉命出使高句丽，之后又被任命为尚书度支郎中。神龟三年（520年），朝廷对那些虽被选为郎官却不勤勉履职者予以惩处，朱元旭凭借才干，与辛雄、祖莹、羊深、源子恭等人一同得到赏识，得以留任。不久，他被加授镇远将军，兼任尚书右丞，同时担任郎中及青州中正。关西都督萧宝寅上奏称 “所率军队达十万人，却仅存一个月的粮草”，魏孝明帝下令彻查此事。众官员纷纷将责任推到朱元旭身上。朱元旭入朝后，在皇帝面前俯身指着相关材料一一陈述，证实萧宝寅军队的粮草实则超过一年的用量，最终得以获免罪责，并被授予通直散骑常侍之职。永安元年（528年），朱元旭获授平东将军、光禄大夫，出任尚书左丞，后来转任司农少卿，又被授予卫将军、左光禄大夫衔。东魏天平年间，他再次担任尚书左丞。东魏在汲郡、河内郡黄河两岸之地设立义州，用以安置从西魏归顺过来的百姓，朱元旭被任命为使持节、骠骑将军、义州刺史。武定三年（545年）夏季，朱元旭在义州去世，享年六十七岁，被追赠骠骑将军、幽州刺史。他的儿子朱敬道，在武定年间担任司徒长流参军。